# Lauwersoog
Lauwersoog est un village de la commune néerlandaise de Het Hogeland, situé dans la province de Groningue.

## Géographie
Lauwersoog est un port situé sur une digue entre le Lauwersmeer et la mer des Wadden, à 30 km au nord-ouest de la ville de Groningue.

## Toponymie
Le terme oog signifie « île » (que l'on retrouve notamment dans Schiermonnikoog et la commune française d'Oye-Plage), il n'y a cependant jamais eu d'île à cet endroit.

## Histoire
Le port est fondé après la fermeture de la Lauwerszee en 1969. Il fait partie de la commune de De Marne avant le 1er janvier 2019, où celle-ci est supprimée et fusionnée avec Bedum, Eemsmond et Winsum pour former la nouvelle commune de Het Hogeland.

## Économie
Lauwersoog est essentiellement connu comme  de départ du ferry de Schiermonnikoog, île visible depuis le port. Le village contient également le quartier de Robbenoort.
Lauwersoog est un important port de pêche avec sa propre criée. Son code de quartier maritime est LO. Une partie de la flotte de pêche d'Urk (qui n'a plus accès à la mer) est basée à Lauwersoog, les Urkois continuent toujours à arborer leur propre quartier maritime UK. Lauwersoog est également fréquenté par les pêcheurs danois. Le village et son port attirent de nombreux touristes.
Dans le village et à l'ouest se trouvent plusieurs écluses, la Robbengatsluis pour laisser passer la navigation et les Lauwerssluizen pour faire passer l'eau du bassin versant du Reitdiep.

## Démographie
Le 1er janvier 2018, le village comptait 135 habitants.

## Source
- (nl) Cet article est partiellement ou en totalité issu de l’article de Wikipédia en néerlandais intitulé « Lauwersoog » (voir la liste des auteurs).